# Tarnówka-Kolonia
Tarnówka-Kolonia – część wsi Tarnówka w Polsce położona w województwie wielkopolskim, w powiecie kolskim, w gminie Grzegorzew.
W latach 1975–1998 Tarnówka-Kolonia administracyjnie należała do województwa konińskiego.